# Kevin Jillion
Kevin Jillion (...) è un artista marziale misto britannico.

## Carriera

### MMA
Ha esordito in MMA il 13 marzo 2015 durante l'evento WCMMA 19 - Warrior Challenge 19 , in un match contro il britannico Wesley Lucas, e vincendolo per TKO. Porta poi la sua striscia di imbattibilità a 4 vittorie consecutive vincendo i WCMMA 20, 23 e 25, vincendoli rispettivamente per sottomissione, decisione, e di nuovo per TKO. La sua prima sconfitta arriva durante il ROC - Rise of Champions 3 contro il britannico Lewie Gentinellia e di nuovo nel ROC - Rise of Champions 4 contro il polacco Janusz Walachowski.

#### Risultati nelle arti marziali miste
| Risultato | Record | Avversario         | Metodo              | Evento                          | Data              | Round | Tempo | Città                  | Note  |
| --------- | ------ | ------------------ | ------------------- | ------------------------------- | ----------------- | ----- | ----- | ---------------------- | ----- |
| sconfitta | 4-2    | Janusz Walachowski | KO/TKO              | ROC - Rise of Champions 4       | 30 settembre 2017 | 1     | 1:22  | Brentwood, Regno Unito | [ 2 ] |
| sconfitta | 4-1    | Lewie Gentinellia  | Decisione (unanime) | ROC - Rise of Champions 3       | 5 ottobre 2016    | 3     | 3:00  | Romford, Regno Unito   | [ 3 ] |
| vittoria  | 4-0    | Onofrei Ovodiv     | TKO                 | WCMMA - Warrior Challenge 25    | 24 giugno 2016    | 1     | 2:07  | Londra, Regno Unito    | [ 4 ] |
| vittoria  | 3-0    | Jivko Stoimenov    | Decisione (unanime) | WCMMA - Warrior Challenge 23    | 4 dicembre 2015   | 3     | 3:00  | Londra, Regno Unito    | [ 5 ] |
| vittoria  | 2-0    | Michael Appleton   | Sottomissione       | WCMMA - Warrior Challenge 20    | 12 giugno 2015    | 2     | 1:28  | Londra, Regno Unito    | [ 6 ] |
| vittoria  | 1-0    | Wesley Lucas       | TKO                 | WCMMA 19 - Warrior Challenge 19 | 13 marzo 2015     | 1     | 1:15  | Londra, Regno Unito    | [ 7 ] |